# Koriolan Cipiko
Koriolan Cipiko (lat. Coriolanus Cepio Dalmata ili Cipiko Cippicus, 1425. – 1493.) bio je hrvatski plemić, veleposjednik, državni službenik, humanist i vojni zapovjednik iz Trogira. 

## Životopis
U Padovi je završio studij crkvenog i građanskog prava, a u Trogiru obavljao komunalne dužnosti. Dao je urediti veliku i malu palaču Cipiko. Od 1470. do 1474. godine služio je kao kapetan galije pod budućim duždom Pietrom Mocenigom. Opis te pomorske ekspedicije pod naslovom Petri Mocenici Imperatoris gesta (hrv. Djela vrhovnog zapovjednika Petra Moceniga, 1477.) jedino je njegovo sačuvano djelo. Danas je djelo uglavnom poznato pod naslovom De bello Asiatico (hrv. O azijskom ratu) pod kojim je objavljeno 1594. godine. Na hrvatski jezik preveo ga je 1977. godine Vedran Gligo. Zna se da je Cipiko pisao i pjesme, ali su one izgubljene. 